# Alphonse Lespérance
Alphonse Lespérance, né à Montréal le 12 octobre 1914 et décédé à Sherbrooke le 6 août 2003, est un peintre canadien-français, portraitiste, décorateur et restaurateur d'églises, dans la tradition classique académique.
Il ramène un enseignement académique de haut niveau à Montréal et, comme maître à penser de Clément Bérini, il soutient par l’entremise de cet élève et disciple l’envol culturel que connaît l’Ontario français des années 1970.

## Biographie

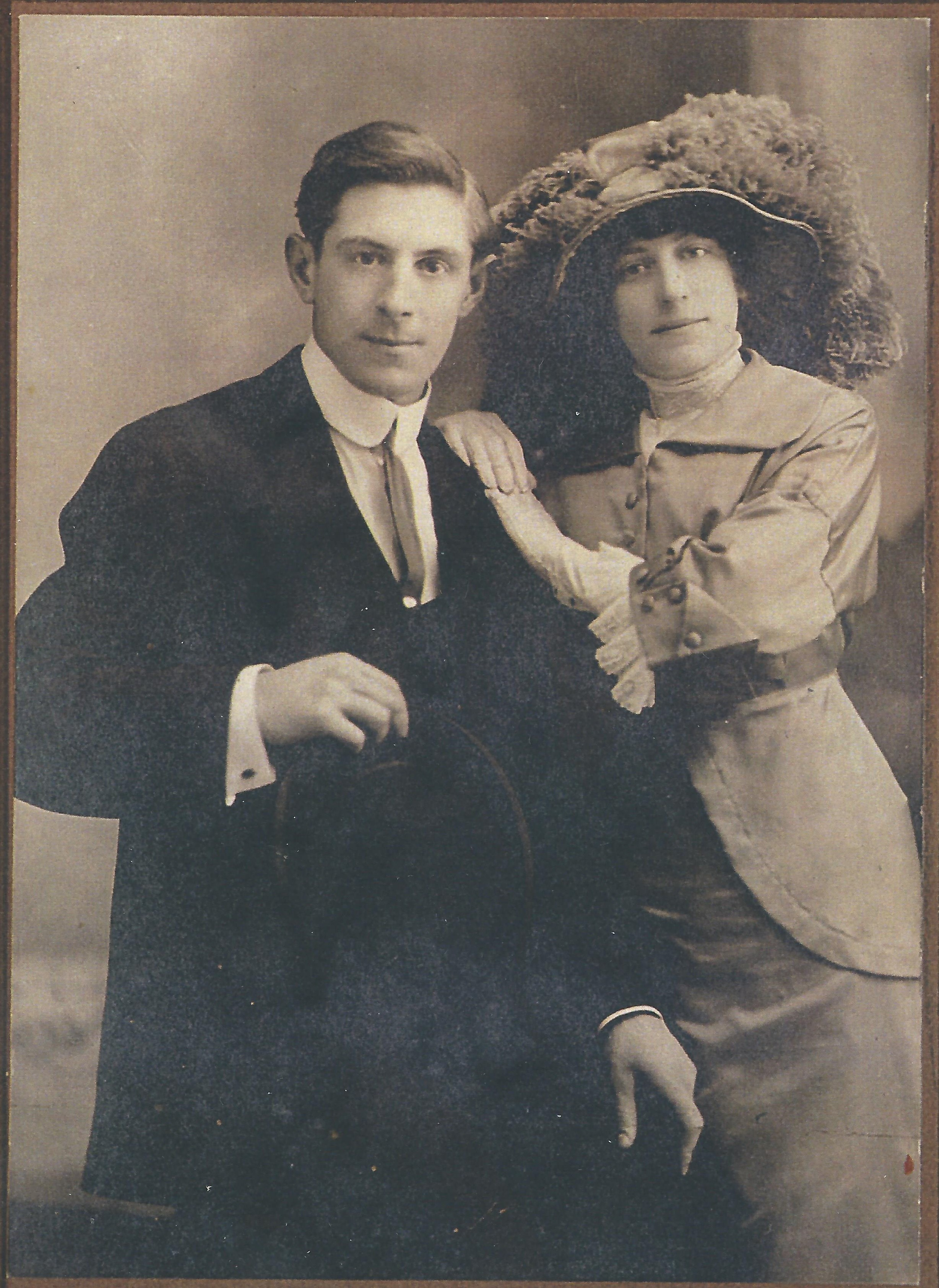
Parents d'Alphonse Lespérance

Son père Alphonse Lespérance et sa mère Éva Duval ont trois enfants : Alphonse, Lorette et Jeannette. Alphonse fils, n’a que 5 ans lorsque sa mère décède. Son père place les enfants à l’Orphelinat Notre-Dame-de-Liesse (Montréal). Alphonse et ses sœurs reviennent à la maison familiale lorsque leur père se remarie trois ans plus tard. Alphonse fait ses études scolaires à l’Académie Saint-Jean-Baptiste située rue Henri-Julien coin Marie-Anne à Montréal, aujourd'hui dans le quartier du Plateau du Mont-royal. À l’âge de 14 ans, il entre en conflit avec sa belle-mère qui le chasse de la maison. Il est recueilli par la sœur de son père chez qui il vit dans un contexte familial plus favorable pendant près de quatre ans.
Il étudie deux ans à l’École des Beaux-arts de Montréal où ses professeurs reconnaissent son talent : très jeune Lespérance aimait dessiner et était conscient de ses capacités.
À 19 ans il entre en communauté, la Congrégation de la Fraternité Sacerdotale, une communauté aidant les prêtres en difficulté. On remarque rapidement les talents artistiques du jeune novice. On l’envoie parfaire ses études à Rome en 1936. "Je m'inscrivit à l'A R de R, où je fus accepté après avoir passé avec succès les examens d'entrée. Mais bientôt, c'était la guerre, je fus forcé de laisser l'académie et de me réfugier au Vatican."[réf. nécessaire]
La Seconde Guerre mondiale éclate en 1939. Comme citoyen canadien, sujet britannique, Lespérance fait partie des « alliés », ce qui menace sa liberté en pays fasciste. Pour sa protection, il demeure en communauté jusqu’en 1944, bien qu’à cette époque il s'était rendu compte ne plus avoir la vocation. Par ailleurs, de retour au Canada et dans ses entrevues, il mettra l’emphase sur sa formation artistique à Rome plutôt que sur le contexte religieux qui l’avait amené en Italie.
De 1944 à 1945 il retourne à l’Accademia di Belle Arti di Roma et durant cette année il fera la rencontre d’une jeune Romaine, Maria-Teresa San Felice qu’il épousera le 21 juillet 1945. En avril 1946, Alphonse accompagné de son épouse revient à Montréal, où il poursuivra une carrière dans l’enseignement des arts, dans la restauration d’églises et comme artiste peintre. Il meurt le 6 août 2003 à Sherbrooke.

### Formation
Enfant, Lespérance aimait dessiner, ses sœurs témoignent de son intérêt et l’aspirant-artiste était conscient de ses capacités. Alors que Lespérance demeure chez sa tante, il s’inscrit à l’École des beaux-arts de Montréal où il étudie le dessin et la peinture durant deux années avec les professeurs Georges Delfosse et Adrien Hébert, ainsi que Edmont Dyonnet et Charles Maillard,. Tous sont des peintres figuratifs, les uns issus de la tradition classique académique et les autres des mouvements de la fin du XIXe siècle. Ils confirment et soutiennent l’attraction de Lespérance pour les techniques de peinture appartenant au « Naturalisme (peinture) ». À la suite de ces années d'étude, il quitte le foyer familial de sa tante pour entrer dans la Congrégation de la Fraternité Sacerdotale : la communauté décide de l’envoyer à Rome pour parfaire ses études en beaux-arts.
À noter qu’à travers Maillard, directeur de l'école des beaux-arts, et « ennemi juré des avant-gardistes », Lespérance est témoin d’un débat public et conflictuel précurseur des grands changements socio-culturels que connaîtra le Québec dans les années 1940-1950. Sur le plan artistique, cette situation sera mise en évidence par la publication à Montréal vers la fin des années 1940 du Refus global et de Prisme d'yeux, deux manifestes à l'écart desquels Lespérance se maintiendra.
Lespérance part pour l’Italie en 1936, il travaille auprès « … des peintres De Simoni, Mezzana et Ridolfi »,. Il fait une année préparatoire en 1936-37 et obtient un diplôme de la Scuola Preparatoria alle Arti Ornamentali, élève de la classe de « decorazione pittorica » avec mention « di Merito », juillet 1938-XVI, et ceci lui donne accès à des études supérieures. Il s’inscrit à l’Académie Royale de Rome où il est accepté après avoir passé les examens d’entrée. Un an après, la guerre déclarée, il quitte l’Académie et il se réfugie au Vatican, et poursuit sa formation en studios et sur chantiers de travail avec les peintres responsables d’entretenir et restaurer « … tableaux et fresques qui ornent les nombreux édifices de la cité Vaticane ».
En 1944 il retourne à l’Accademia di Belle Arti di Roma, où il a eu comme professeur Sylviero, que « les fascistes avaient forcé à démissionner comme directeur de l’École » et qui avait depuis la libération de Rome en 1944 réintégré son poste. Lespérance est alors admis à la dernière année du programme de formation sous la recommandation de ses maîtres et d’un portfolio faisant la preuve de ses capacités. Il soutient avec succès une thèse sur Antonio Da Correggio et reçoit son diplôme en 1945 ce qui lui confère le titre de professeur. À noter que « n’ayant passé ni par le Lycée ni par l’Académie. Son talent joint à un travail persévérant, lui valurent de remporter ce concours. »
Son expérience le dirige dans l’art du portrait, l’initie aux techniques du mural, de la décoration d’églises et de la restauration de vieux tableaux. Durant son séjour de 10 années il a restauré de nombreuses toiles des chapelles de la ville éternelle, dont certaines « de la pinacothèque du Vatican » et à St-Paul-hors-les-Murs.

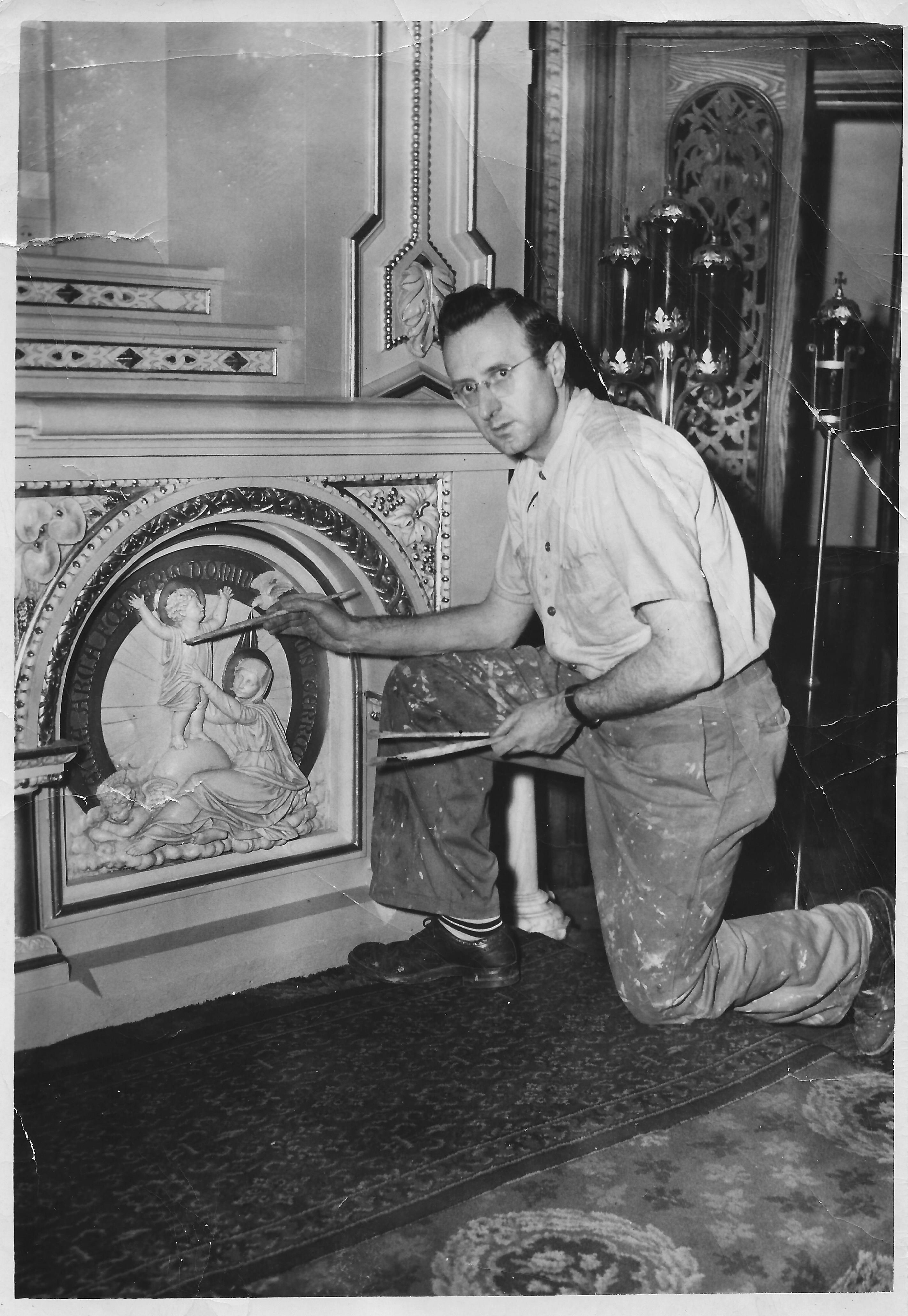
Alphonse Lespérance agenouillé au travail, dans une église

### Carrière
De retour au Québec (Montréal) le 18 avril 1946, Lespérance est embauché à l’été de la même année comme peintre d’enseignes néon (grands panneaux publicitaires extérieurs peints à la main). Tombé de l’échafaudage et blessé, Alphonse se remet à la peinture de chevalet. Il réalise, à partir de photos, un portrait de l’Archidiocèse de Montréal, Monseigneur Charbonneau, un personnage bien connu à l’époque, afin de montrer à des clients potentiels son expertise comme portraitiste. Des entrevues se succèdent et font connaître le jeune artiste nouvellement arrivé d’Europe,.
L’abbé Waddell, sulpicien, le choisit pour restaurer la chapelle Notre-Dame-de-Bon-Secours de Montréal, en décembre 1946. Lespérance donne aussi des cours au studio Salette, aujourd'hui Collège Salette, comme professeur occasionnel et ouvre son propre studio en 1948 qu’il appelle Stile Romano.
En 1949, un entrepreneur lui confie la restauration de la chapelle Notre-Dame-de-Lourdes. L’année suivante, voyant qu’il pourrait tirer un meilleur parti financier en gérant lui-même ses affaires, il fonde une entreprise de décoration et de restauration d’églises. Il a besoin d’assistants : il choisit comme apprenti un jeune élève prometteur rencontré au studio Salette et qui l’avait suivi à Stile Romano : Clément Bérini, un franco-ontarien né à Timmins. Bérini travaille auprès de son maître et bientôt devient le contremaître des travaux de Lespérance (1955 à 1960).
À partir des années 1960, les contrats de décoration et de restauration d’églises se font plus rares à la suite des changements socio-culturels survenus au Québec, connus sous le vocable de révolution tranquille. Par conséquent, Lespérance cesse ses activités de restauration d’églises en 1964. Il réalise son rêve de toujours : construction d’une maison-atelier dans les Laurentides au bord de la Rivière-Rouge. Il y vit seul et travaille comme artiste peintre (portrait, nature morte, figure, paysage) jusqu’à sa mort survenue le 6 août 2003.

## Œuvre
Lieux des travaux et commandes d’œuvres, selon la liste imprimée sur les feuilles de devis que Lespérance envoyait aux clients potentiels, ainsi que des listes des pamphlets des galeries et expositions comme celle du Hôtel Windsor en 1966.
Une sélection des œuvres picturales est disponible sur le site de la Fondation Clément Bérini.

### Liste des églises restaurées, décorées
- Église St. Joseph, Montréal, Québec
- Église St. Paul, Montréal, Québec
- Église des Sts. Anges Gardiens, Lachine, Québec
- Église Ste. Geneviève, Montréal (Ste-Geneviève), Québec
- Église St. Rémi, Napierville, Québec
- Cathédrale de Notre Dame, Mont-Laurier, Québec
- Séminaire St. Joseph, Mont-Laurier, Québec
- Église St. Michel Archange, Napierville, Québec
- Église St Pascal-Baylon, Montréal, Québec
- Église St. Antoine, Lavaltrie, Québec
- Église St. Joseph, Lanoraie, Québec
- Chapelle des Sœurs Adoratrices du Précieux Sang, Joliette, Québec
- Église St. Martin de Tours, Glen Robertson, Ontario
- Église St. Jean l’Évangéliste (Cathédrale de St-Jean), St-Jean, Québec
- La Présentation de la Ste. Vierge, Dorval, Québec
- Église St. Michel Archange, Belleville, Ontario
- Église St. Pierre aux Liens, Trenton, Ontario
- Église Notre Dame Auxiliatrice, Verdun, Québec
- Église Notre Dame du Carmel, Montréal, Québec
- Chapelle des S. S. de la Providence, L'Assomption, Québec
- Église du Christ Roi, Châteauguay-Bassin, Québec
- Chapelle de l'orphelinat Les Buissonnets, Montréal, Québec

### Restauration de tableaux
- Église Ste. Famille, Boucherville, Québec
- Chapelle de la Maison Mère des Sœurs Grises, Montréal, Québec
- Chapelle de St. Antoine, Ermitage St-Antoine, Lac Bouchette, Québec
- Chapelle des Dominicains, Québec, Québec

### Tableaux
- Église Ste. Louise de Marillac, Montréal, Québec
- Chapelle Mère d'Youville, Maison mère des Sœurs Grises, Montréal, Québec
- Chapelle de St. Antoine, Ermitage St. Antoine, Lac Bouchette, Québec
- Chapelle du Sacré Cœur, Couvent de la Réparation, Montréal, Québec
- Église St. Lazare, Vaudreuil, Québec
- Notre Dame des Victoires, Montréal, Québec

### Commissions
En Italie, Lespérance avait déjà exécuté plusieurs portraits, spécialement pour les dignitaires ecclésiastiques.
Dès son retour au Canada, il est choisi pour peindre les Lauréats du Prix Duvernay : Guy Frégault, Germaine Guévremont, Esdras Minville, Roger Charbonneau.

#### Œuvres additionnelles (liste non exhaustive)
- Mgr Joseph Charbonneau
- Mgr Percival Caza
- Mgr Édouard Jetté
- Mgr Anastase Forget
- Mgr Philippe Perrier
- Mère Marguerite d’Youville
- Jeanne Le Ber
- Jeanne Mance
- Catherine de Saint-Augustin
- Chanoine Lionel Groulx - mentionné dans Correspondance à propos de la commission de Lespérance, archivé a la Bibliothèque et Archives nationales du Québec.

### Expositions individuelles
- Hôtel Windsor, Montréal, mars 1966
- Salle de théâtre Le Gésu, Montréal, avril 1966 (exposition partielle)
- Château de Blois, Trois-Rivières, 21 avril 1966
- Domaine Howard, Sherbrooke, 20-29 avril 1968[9]
- Chicoutimi